# Eppie Bleeker
Eppie Bleeker (* 5. května 1949 Bolsward) je bývalý nizozemský rychlobruslař.
Od roku 1969 startoval na nizozemských šampionátech, na mezinárodní scéně se poprvé představil na Mistrovství světa ve sprintu 1973, kde vybojoval bronzovou medaili. Tento cenný kov následující rok obhájil. Od roku 1977 se účastnil již pouze nizozemských závodů, v roce 1979 se naposledy zúčastnil národního mistrovství. Po několikaleté přestávce absolvoval poslední závody v roce 1984.